# GitLab
Gitlab Inc. es una compañía de núcleo abierto y es la principal proveedora del software GitLab, un servicio web de forja, control de versiones y DevOps basado en Git. Además de gestor de repositorios, el servicio ofrece también alojamiento de wikis y un sistema de seguimiento de errores, todo ello publicado bajo una licencia de código abierto, principalmente.
GitLab es una suite completa que permite gestionar, administrar, crear y conectar los repositorios con diferentes aplicaciones y hacer todo tipo de integraciones con ellas, ofreciendo un ambiente y una plataforma en cual se puede realizar las varias etapas de su SDLC/ADLC y DevOps. 
Fue escrito por los programadores ucranianos Dmitriy Zaporozhets y Valery Sizov en el lenguaje de programación Ruby con algunas partes reescritas posteriormente en Go, inicialmente como una solución de gestión de código fuente para colaborar con su equipo en el desarrollo de software. Luego evolucionó a una solución integrada que cubre el ciclo de vida del desarrollo de software, y luego a todo el ciclo de vida de DevOps. La arquitectura tecnológica actual incluye Go, Ruby on Rails y Vue.js. 
La compañía, GitLab Inc. cuenta con un equipo de 1309 miembros. Es usado por organizaciones como la NASA, el CERN, IBM o Sony.

## Historia
Inicialmente el producto se publicó como un software completamente libre bajo la licencia MIT. Sin embargo, tras la división del proyecto en julio de 2013 en dos versiones distintas, GitLab CE (Community Edition) y GitLab EE (Enterprise Edition), finalmente en febrero de 2014 GitLab EE se comenzó a desarrollar bajo una licencia privativa, con características que no están presentes en la versión libre.
En enero de 2017, la base de datos del servidor de producción fue eliminada accidentalmente, lo que supuso la pérdida de toda la actividad que se había desarrollado en las 6 horas anteriores.
En marzo de 2017, se anunció la compra del servicio de mensajería instantánea Gitter por parte de GitLab, sin que esto supusiera la fusión de ambos servicios, sino que continuarían como proyectos totalmente independientes. Además, la compañía anunció que publicaría el código de la nueva adquisición bajo la licencia MIT antes de junio de 2017.

## Financiación
El proyecto ha sido financiado en varias ocasiones por algunos de sus grandes usuarios, lo cual se complementa con el modelo de negocio open core que sigue la empresa, lo que supone que algunas características desarrolladas se incluyan únicamente en una versión de pago.